# Miriam Astruc
Miriam Astruc (Burdeos, Francia, 1904–Petra, Jordania, 1963) es una arqueóloga francesa, especializada en la Arqueología fenicio-púnica.

## Biografía
En Burdeos, realizaría sus primeros estudios antes de dar el salto a la Escuela del Louvre. Allí, entre 1927 y 1931, se formó en Arqueología y se diplomó como experta en la materia. 
Marcel Dussaud, un célebre orientalista, sería uno de sus maestros que le descubriría la arqueología oriental y la epigrafía semítica.
Pronto se interesó en el hispanismo, y a finales de aquella misma década llegaría por primera vez a España de la mano de la École des Hautes Études Hispaniques.
La Casa de Velázquez en Madrid –una institución cultural dependiente del Ministerio de Educación francés– fue su primer destino. Y la necrópolis de Villaricos (provincia de Almería), su primer objetivo como investigadora. Trabajó mano a mano con Luis Siret –que puso a su disposición los restos encontrados en más de dos mil tumbas–, e incluso continuó los estudios más allá de la muerte de este, ocurrida en 1934.
En aquella campaña estaban los precedentes de la amplia labor que Miriam Astruc realizaría en Ibiza. Pero no sería hasta la década de los 50 cuando, de regreso a España y de nuevo con la Casa de Velázquez, publicó sus conclusiones sobre Villaricos y se trasladó a la isla.
Su formación en la Escuela del Louvre ya había orientado sus investigaciones hacia la cultura púnica. Especialidad que la llevaría a recorrer todo el Mediterráneo –de Marruecos a Malta, pasando por Argelia e Italia– y con la que recaló en las Pitiusas en torno a 1953. 
Al terminar la Segunda Guerra Mundial, con la contienda, Astruc había perdido no sólo la mayor parte de sus trabajos teóricos, sino también, de su familia.
En Ibiza, junto a José María Mañá de Angulo, por entonces director del Museo arqueológico de Ibiza y Formentera, recuperando el programa de excavaciones en la isla, protagonizaron algunas campañas en Sant Mateu de Albarca e Illa Plana. 
En 1954, Miriam Astruc publicaba un primer apunte sobre los escarabeos egipcios encontrados en la isla: Catálogo de los entalles procedentes de distintos sitios de la colonización oriental de la Península (Ibiza y Formentera). Pero, en el museo de las Pitiusas había pocos ejemplares, ya que la mayoría se habían trasladado a Barcelona, durante las excavaciones de Josep Costa 'Picarol' e incluso de Santiago Rusiñol, que atesoró una interesante colección en su museo de Cau Ferrat de Sitges. 
La religión rodeó siempre los trabajos de la arqueóloga en Baleares. Lo mismo ocurriría con los vasos de cáscara de huevo de avestruz que documentó en los yacimientos púnicos como parte del ajuar funerario. Faceta que centró sus investigaciones en Ibiza.
La pintura roja encontrada en estos recipientes se relacionaba con el ocre que habían contenido. Aunque en otras ocasiones, Astruc llegó a hallar semillas en el interior. Una suerte de vasijas con carácter sagrado ya que representaban el símbolo que encerraba el hálito de vida, y que podían devolver los muertos a la vida. De ahí que su presencia en tumbas fuera frecuente.
La arqueóloga francesa analizó las piezas, documentó sus patrones decorativos y les dedicó el artículo Exotismo y localismo. Estudio sobre cáscaras de huevo de avestruz decoradas de Ibiza en 1957.
Astruc innovó en las interpretaciones de todo el material arqueológico, sobre todo en las de carácter religioso, que según Jordi H. Fernández, actual director del Museo arqueológico de Ibiza y Formentera, fue la gran aportación que la hizo pionera de la Arqueología fenicio-púnica.
Durante varios años, sus estancias en la isla se alternaron con horas de análisis en el Museo Arqueológico Nacional de Madrid. Allí descubrió, de nuevo, un hilo que conectaría directamente con la necrópolis del Puig des Molins. Esta vez, para dedicarse a unos restos olvidados en la arqueología ibicenca: los escarabeos de época egipcia. Un amuleto que representaba el Sol naciente y que era símbolo de la resurrección.
En 1954, Miriam Astruc publicaba un primer apunte: Catálogo de los entalles procedentes de distintos sitios de la colonización oriental de la Península (Ibiza y Formentera). Pero con su marcha –enviada a Israel por el Centro Nacional de la Investigación Científica francés–, las notas sobre las Pitiusas acabaron en el Museo de Beirut. 
El mismo del que la francesa salió para realizar una expedición por la ciudad de Petra cuando murió atrapada por una repentina riada.
Las anotaciones, las fotografías y las impresiones en yeso acabaron en manos del profesor John Boardman de Oxford para ser recuperadas en investigaciones posteriores, datos que Lorenzo Baqués Estapé recuperó en 1974 para un trabajo que servía de anticipo a la publicación del trabajo completo de la francesa.